# 蟒芋属
蟒芋属（学名：Zomicarpa）是天南星科的一个属，是种开花植物。它是巴西东部特有的物种。

## 下属物种
本属共有2种：
1. 蟒芋 Zomicarpa pythonium (Mart.) Schott - 巴西东部
2. Zomicarpa steigeriana Maxim. ex Schott - 巴西巴伊亚州